# Chicago Place

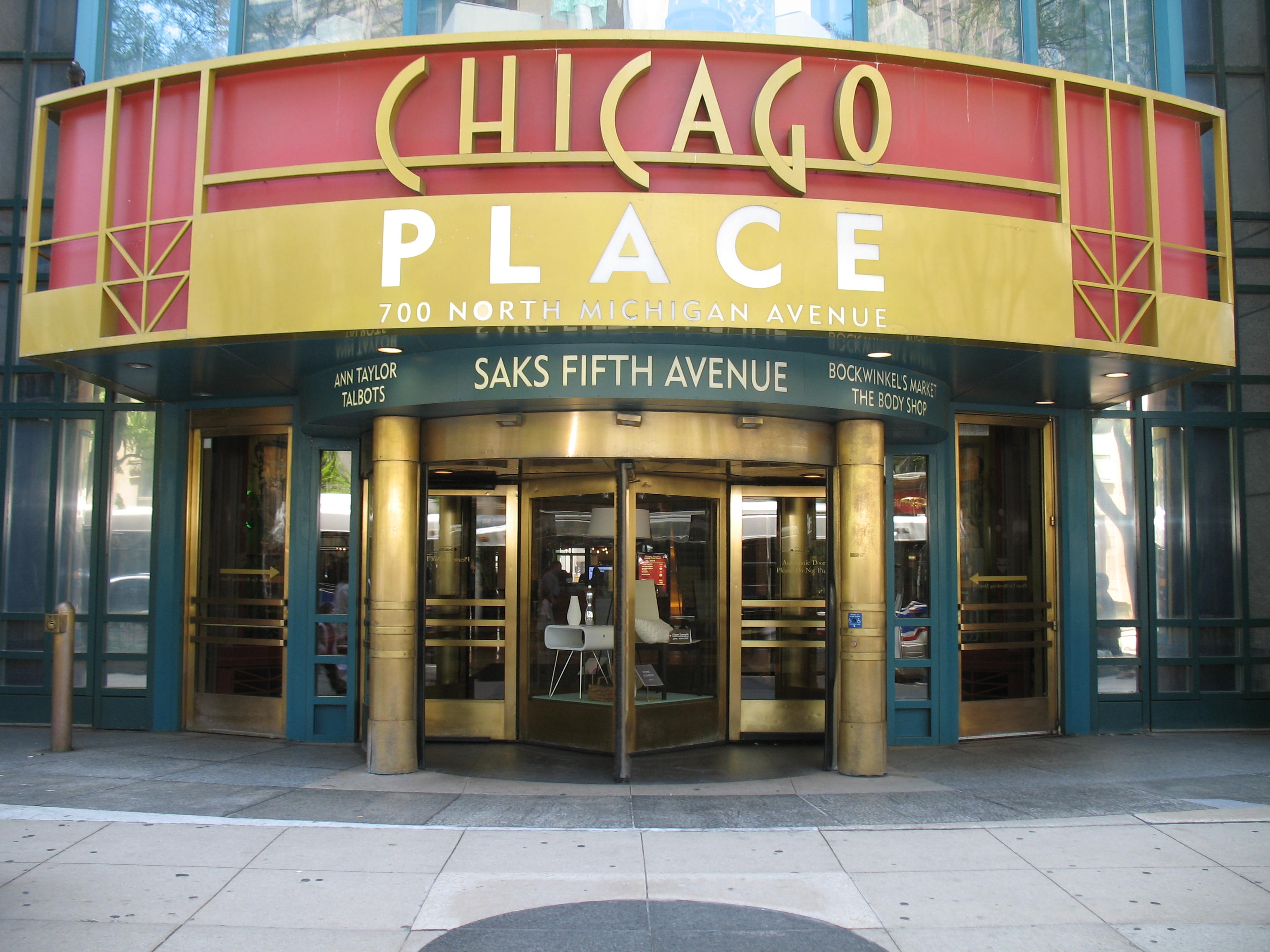
Entrée de l'édifice

Chicago Place est un bâtiment à usage mixte d'une hauteur de 185 mètres situé au 700 de North Michigan Avenue (entre Huron et Supérieur Streets) le long de la Magnificent Mile dans le quartier de Near North Side à Chicago dans l'Illinois.
Selon le Chicago Tribune, à compter de février 2009, la partie qui comprend le centre commercial est désormais fermée et sera convertie en bureaux. L'immeuble est surmonté d'une tour contenant des copropriétés. L'immeuble a été conçu par l'agence d'architectes Skidmore, Owings and Merrill.